# Saint-Martial-Entraygues
 Saint-Martial-Entraygues  là một xã thuộc tỉnh Corrèze trong vùng Nouvelle-Aquitaine miền trung Pháp.